# 最后の接吻
『最后の接吻』（さいごのせっぷん、Kings Go Forth）は1958年のアメリカ合衆国の映画。出演はフランク・シナトラなど。

## キャスト
※括弧内は日本語吹替（初回放送1968年3月17日『日曜洋画劇場』）
- サム・ロギンス中尉：フランク・シナトラ（家弓家正）
- ブリット・ハリス：トニー・カーティス（広川太一郎）
- モニーク・ブレア：ナタリー・ウッド（渋沢詩子）
- ブレア夫人：レオラ・ダナ
- 大佐：カール・スウェンソン

## スタッフ
- 監督：デルマー・デイヴィス
- 製作：フランク・ロス
- 原作：ジョー・デヴィッド・ブラウン
- 脚本：マール・ミラー
- 撮影：ダニエル・ファップ
- 編集：ウィリアム・B・マーフィー
- 音楽：エルマー・バーンスタイン